# Ophiusa microtirhaca
Ophiusa microtirhaca  là một loài bướm đêm thuộc họ Erebidae. Nó được tìm thấy ở châu Á, bao gồm Nhật Bản.